# Frazer Will
Frazer Will (* 10. května 1982) je bývalý kanadský zápasník – judista.

## Sportovní kariéra
Vyrůstal v Star City v Saskatchewanu. S judem začal v nedalekém Melfortu na základní škole v kroužku. Vrcholově se připravoval v Montréalu v národním tréninkovém centru Shidokan. V kanadské mužské reprezentaci se prosazoval od roku 2005 v superlehké váze do 60 kg. V roce 2008 se kvalifikoval na olympijské hry v Pekingu, kde prohrál v úvodním kole na body (yuko) s Nizozemcem Rubenem Houkesem. V opravném pavouku se do bojů o medaile neprobojoval a obsadil dělené 7. místo. Od roku 2009 bojoval o pozici reprezentační jedničky s brazilskou akvizicí v kanadském týmu Sergio Pessoaou mladším. V roce 2012 se na olympijské hry v Londýně nekvalifikoval a vzápětí ukončil sportovní kariéru.

## Výsledky
| Turnaj                  | 2000            | 2001            | 2002            | 2003            | 2004            | 2005            | 2006            | 2007            | 2008            | 2009            | 2010            | 2011            |
| Turnaj                  | 18              | 19              | 20              | 21              | 22              | 23              | 24              | 25              | 26              | 27              | 28              | 29              |
| Turnaj                  | superlehká váha | superlehká váha | superlehká váha | superlehká váha | superlehká váha | superlehká váha | superlehká váha | superlehká váha | superlehká váha | superlehká váha | superlehká váha | superlehká váha |
| ----------------------- | --------------- | --------------- | --------------- | --------------- | --------------- | --------------- | --------------- | --------------- | --------------- | --------------- | --------------- | --------------- |
| Olympijské hry          | —               |                 |                 |                 | —               |                 |                 |                 | 7.              |                 |                 |                 |
| Mistrovství světa       |                 | —               |                 | —               |                 | úč.             |                 | úč.             |                 | —               | úč.             | úč.             |
| Panamerické hry         |                 |                 |                 | —               |                 |                 |                 | 5.              |                 |                 |                 | 5.              |
| Panamerické mistrovství | —               | —               | —               | —               | —               | 3.              | 1.              | 1.              | —               | 2.              | 5.              | 3.              |
| MS juniorů              | úč.             |                 |                 |                 |                 |                 |                 |                 |                 |                 |                 |                 |